# Margaret Wolowicz
Margaret Ann Wolowicz (* 10. Juni 1997 in Manitowoc) ist eine US-amerikanische Volleyballspielerin.

## Karriere
Wolowicz begann ihre Karriere an der Manitowoc Lincoln High School. Von 2015 bis 2018 studierte sie an der Northern Illinois University und spielte in der Universitätsmannschaft Huskies. Nach ihrem Studium war die Mittelblockerin 2019/20 zunächst in der tschechischen Liga bei VK Šelmy Brno aktiv. Danach spielte sie zwei Jahre beim Schweizer Verein VBC Cheseaux. 2022 wechselte sie nach Spanien zu Tenerife Libby's La Laguna. Mit dem Verein gewann sie 2023 den spanischen Pokal und wurde Vizemeisterin. Danach wurde Wolowicz vom deutschen Bundesligisten SSC Palmberg Schwerin verpflichtet. Mit Schwerin kam sie im DVV-Pokal 2023/24 ins Viertelfinale und wurde auch deutsche Vizemeisterin.